# Dimorphocalyx loheri
Dimorphocalyx loheri är en törelväxtart som beskrevs av Elmer Drew Merrill. Dimorphocalyx loheri ingår i släktet Dimorphocalyx och familjen törelväxter.
Artens utbredningsområde är Filippinerna. Inga underarter finns listade i Catalogue of Life.